# Bonvicino
Bonvicino är en ort och kommun i provinsen Cuneo i regionen Piemonte i Italien. Kommunen hade 98 invånare (2018).